# 埃布拉赫鱷屬
埃布拉赫鱷屬（學名：Ebrachosuchus）是種原始植龍目，化石發現於德國的Blasensandstein地層，地質年代為三疊紀晚期的卡尼階。屬名是以化石發現地的埃布拉赫市（Ebrach）為名。 
正模標本的口鼻部非常長，成為埃布拉赫鱷的鑑定特徵。但是，埃布拉赫鱷與近親古喙龍有許多相似處，因此有學者認為埃布拉赫鱷是古喙龍的異名。 